# Franz Lehmann (Agrarwissenschaftler)
Franz Lehmann (* 28. April 1860 in Kleinpaschleben bei Köthen (Anhalt); † 17. Juni 1942 in Göttingen) war ein deutscher Agrar- und Tierernährungswissenschaftler sowie Hochschullehrer.

## Leben und Wirken
Franz Lehmann wurde als Sohn eines Gutsbesitzers im Fürstentum Anhalt geboren, besuchte die Realschule in Köthen, danach das Realgymnasium in Aschersleben und schloss im Jahre 1879 mit der Abiturprüfung ab. Anschließend studierte er an den Universitäten Jena, Berlin und Göttingen Naturwissenschaften und Chemie. In Göttingen promovierte er mit einer chemischen Arbeit zum Dr. phil., arbeitete nun als wissenschaftlicher Mitarbeiter bei Wilhelm Henneberg und habilitierte sich 1889 im Fach Tierernährung. 1891 wurde Lehmann außerordentlicher Professor für Tierchemie, 1916 ordentlicher Honorarprofessor am Landwirtschaftlichen Institut der Philosophischen Fakultät und schließlich 1923 ordentlicher Professor für Tierernährungslehre und Direktor des gleichnamigen Institutes der neuen Mathematisch-Naturwissenschaftlichen Fakultät der Universität Göttingen.
Bereits 1874 war der ursprüngliche Standort der landwirtschaftlichen Versuchsstation in Weende aufgegeben worden. Lehmann baute zunächst als Leiter der Nachfolgeeinrichtung in Göttingen die Abteilung für Tierernährung und Tierfütterung des Landwirtschaftlichen Institutes weiter aus und entwickelte sie zu einem eigenständigen Institut. So führte er viele Versuche zur Jungrinderschnellmast sowie zur Schweine- und Geflügelmast durch. Er definierte die Gesamtnährstoffe als Maß für die energetische Futtermittelverwertung bei Schweinen und Geflügel sowie die Futterverwertungszahl zur Beurteilung des Masterfolges (Verhältnis von Futtereinsatz zur Gewichtszunahme). 1926 nahm unter Anleitung des Professors für Tierzucht Jonas Schmidt im Versuchsgut Friedland die erste amtliche Prüfstation für Schweine in Deutschland ihre Tätigkeit nach dänischem Vorbild auf. Damals ging es vor allem um die Ermittlung der Mastleistung (z. B. Futterverwertung und tägliche Zunahmen).
Lehmann veröffentlichte seine Untersuchungsergebnisse in über 200 wissenschaftlichen Publikationen und nutzte zur Verbreitung der Fütterungsgrundsätze auch 25 Drei-Tage-Lehrgänge in der Versuchswirtschaft Ruhlsdorf. Er wurde 1928 emeritiert. Seinen Lehrstuhl ließ die Fakultät acht Jahre unbesetzt – Jonas Schmidt musste das Ressort Tierernährung zusätzlich leiten. Erst 1936 übernahm Walter Lenkeit die nun wieder eigenständige Professur für Tierernährung und Tierphysiologie und setzte die Arbeiten Lehmanns intensiv fort.

## Schriften (Auswahl)
- Über den Nährwert der Zellulose. Habil.-Schrift Univ. Göttingen, 1889
- Fütterungsversuche mit Schweinen über die Verdaulichkeit verschiedener Futtermittel, ausgeführt an den landwirtschaftlichen Versuchsstationen zu Göttingen, Möckern und Münster i. W. mit Oskar Kellner und Josef König. Berlin : Parey, 1909
- Roggen als Futtermittel für Schweine. 2 Teile, 1930
- Die Lehre von der Fütterung und Mast des Schweines, letzte Aufl. von Heinrich Lüthge und Wilhelm Stahl, 1944, 147 S.

## Ehrungen
- 1917: Geheimer Regierungsrat
- 1928: Ehrenpromotion zum Dr. agr. h. c. durch die Landwirtschaftliche Hochschule Berlin
- 1940: Goethe-Medaille für Kunst und Wissenschaft
- 1955: Stiftung des Henneberg-Lehmann-Preises für herausragende Leistungen auf dem Gebiet der Tierernährung und Futtermittelkunde[2]